# 基拉帕納伊亞島

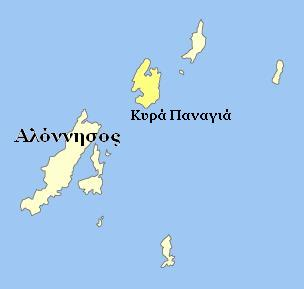
地图中的基拉帕纳伊亚岛（黄色）

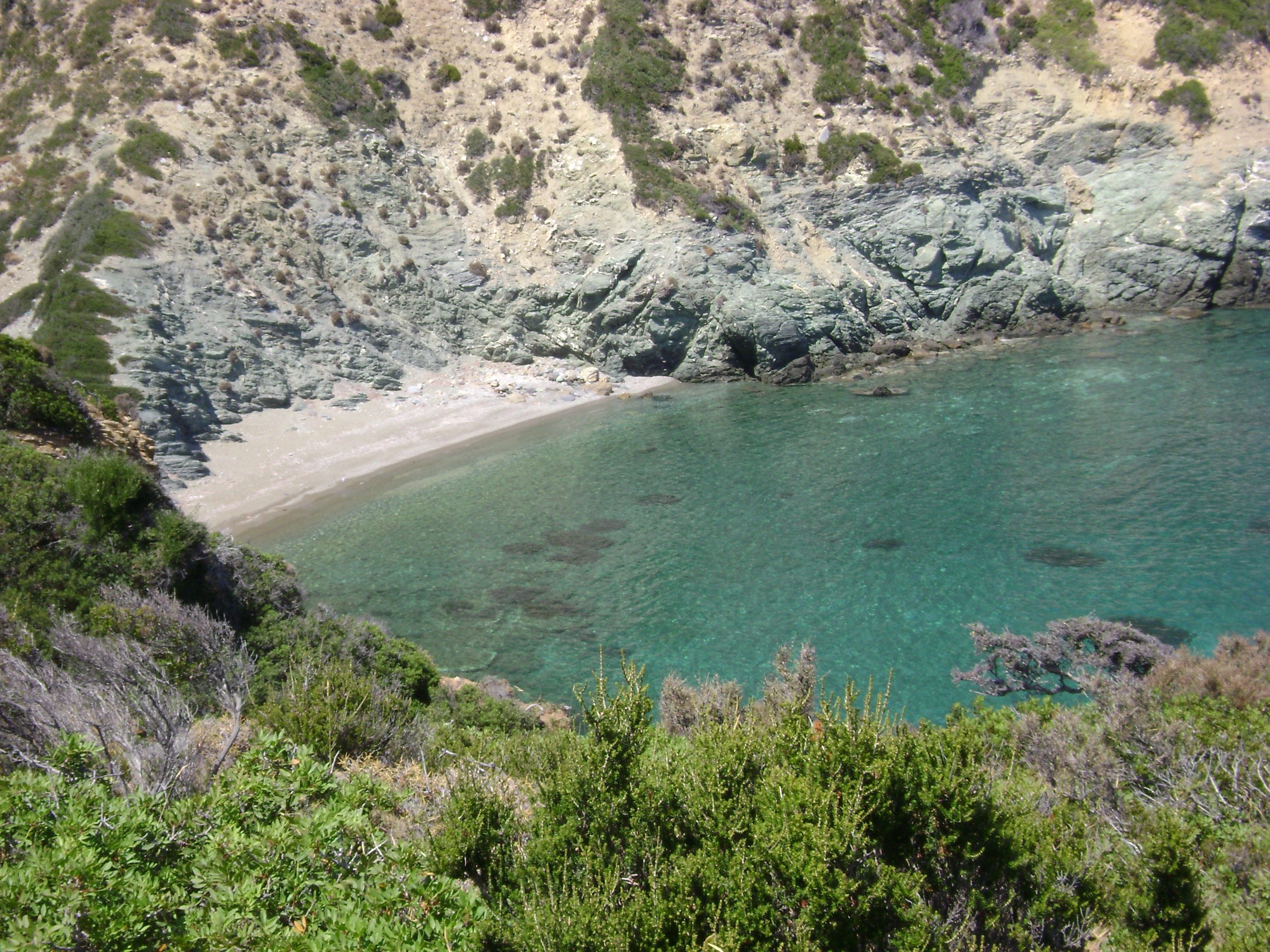
小沙滩

基拉帕纳伊亚岛（希臘語：Κυρά Παναγιά）是希臘愛琴海北斯波拉泽斯群岛的島嶼，長8.5公里、寬4公里，面積24.76平方公里，最高點海拔高度302米，2011年人口僅2人。该岛行政上隶属于色薩利大區斯波拉泽斯专区的阿洛尼索斯市镇。
该岛是北斯波拉泽斯群岛中最北的岛屿之一，其东北方向还有伊烏拉島。主岛阿洛尼索斯島则位于西南方向。岛的名字意为“圣母玛利亚”。

## 外部連結
- Kyra Panagia (Pelagos) on GTP Travel Pages （页面存档备份，存于） （英文） （希腊文）
- 阿洛尼索斯市镇官方网站 （希臘語）

39°20′N 24°04′E / 39.33°N 24.07°E